# 米氏鱂
米氏鱂為輻鰭魚綱鯉齒目鯉齒亞目鯉齒鱂科的其中一種，被IUCN列為極危保育類動物，分布於中美洲墨西哥淡水流域，體長可達5公分，生活習性不明。

## 擴展閱讀
維基物種上的相關：米氏鱂